# Ginástica rítmica nos Jogos Pan-Americanos de 2011 - Fita
A competição da fita foi um dos eventos da ginástica rítmica nos Jogos Pan-Americanos de 2011. Foi disputada no Complexo Nissan de Ginástica no dia 18 de outubro.

## Calendário
Horário local (UTC-6).
| Data          | Horário | Fase  |
| ------------- | ------- | ----- |
| 18 de outubro | 16:35   | Final |

## Medalhistas
| Ouro   | USA Julie Zetlin      |
| Prata  | MEX Cynthia Valdez    |
| Bronze | ARG Ana Carrasco Pini |

## Resultados
| Pos.              | Ginasta              | País               |        |
| ----------------- | -------------------- | ------------------ | ------ |
| Medalha de ouro   | Julie Zetlin         | USA Estados Unidos | 25.775 |
| Medalha de prata  | Cynthia Valdez       | MEX México         | 25.075 |
| Medalha de bronze | Ana Carrasco Pini    | ARG Argentina      | 24.600 |
| 4                 | Darya Shara          | ARG Argentina      | 24.400 |
| 5                 | Mariam Chamilova     | CAN Canadá         | 24.000 |
| 6                 | Angélica Kvieczynski | BRA Brasil         | 23.825 |
| 7                 | Maria Kitkarska      | CAN Canadá         | 23.050 |
| 8                 | Andreina Acevedo     | VEN Venezuela      | 22.625 |